# Efferia pernicis
Efferia pernicis este o specie de muște din genul Efferia, familia Asilidae, descrisă de Daniel William Coquillett în anul 1893. Conform Catalogue of Life specia Efferia pernicis nu are subspecii cunoscute.